# Adonis Thomas
Adonis Michael Thomas (Memphis, 25 marzo 1993) è un cestista statunitense.

## Palmarès

### Squadra
- Supercoppa polacca: 1

Stal Ostrów Wiel: 2022

### Individuale
- McDonald's All-American Game (2011)
- All-NBDL Third Team (2015)
- All-NBDL All-Rookie First Team (2014)